# Бруцано (Милано)
Бруцано је насеље у Италији у округу Милано, региону Ломбардија.
Према процени из 2011. у насељу је живело 10 становника. Насеље се налази на надморској висини од 100 м.